# 18 липня
18 липня — 199-й день року (200-й у високосні роки) в григоріанському календарі. До кінця року залишається 166 днів.

## Свята і пам'ятні дні

### Міжнародні
- ООН: Міжнародний день Нельсона Мандели

### Національні
- Іспанія: День праці.
- М'янма: День жертв.
- США:
  - Національний день ікри.
  - День Хот-дога.
- Уругвай: День конституції.
- Франція: День Св. Арнульфа.
- Непал: День інженера.

### Релігійні

#### Католицизм
- День Святого Еміліяна Доростольського.
- День Святої Марії Віфінської.
- День Святої Королеви Гедвіги, Королеви Русі, Святої Покровительки Русі-України.

#### Православ'я[1]
- Мученика Еміліана.
- Мученика Якинфа Амастридського.
- Преподобного Іоана Багатостраждального, Києво-Печерського, в Ближніх печерах.
- Преподобного Памви, затворника Києво-Печерського, в Дальніх печерах.
- Преподобного Памви, пустельника.

## Події
- 390 до н. е. — Битва при Алії. Римська армія зазнала поразки від галлів під керівництвом кельтського вождя Бренна.
- 64 — У Римі здійнялася «Велика пожежа», яка не вщухала протягом тижня й знищила практично весь (10 з 14 кварталів) Рим (згорів навіть імператорський палац).
- 1672 — У розпалі міжусобної боротьби в час Руїни відбулася битва під Четвертинівкою, сили Дорошенка перемогли Ханенка.
- 1870 — Перший Ватиканський собор майже одностайно ухвалив Першу догматичну конституцію «Про церкву Христову».
- 1878 — Шведський полярний дослідник Адольф Ерік Норденшельд першим пройшов північним шляхом з Атлантичного океану в Тихий.
- 1898 — П'єр і Марія Кюрі представили в Паризьку Академію доповідь про те, що, окрім урану, існують і інші радіоактивні елементи.
- 1915 — В Адріатичному морі австро-угорським підводним човном потоплений італійський крейсер «Джузеппе Гарібальді».
- 1936 — У Радянському Союзі почався перший турнір за Кубок СРСР з футболу.
- 1946 — Відновлено в еміграції Спілку української молоді.
- 1947 — Король Великої Британії Георг VI підписав закон про незалежність Британської Індії.
- 1954 — Перший фестиваль джазової музики в Ньюпорті, штат Род-Айленд, США.
- 1968 — Засновано компанію «Intel».
- 1972 — Звинувативши СРСР у зриві графіка постачання озброєння, єгипетський президент Анвар Садат поставив вивести з країни 20 тисяч радянських військових «радників».
- 1995 — Біля стін Софійського собору в Києві поховано українського Патріарха Володимира. Спроба поховати тіло Патріарха у Софійському соборі наштовхнулася на опір зі сторони духовенства УПЦ МП та силові дії з боку загонів спеціального призначення МВС України.
- 2023 — «Вояджер-2» обігнав «Піонера-10» за віддаленістю від Сонця і став 2-м після «Вояджера-1»[2][3].

## Народились

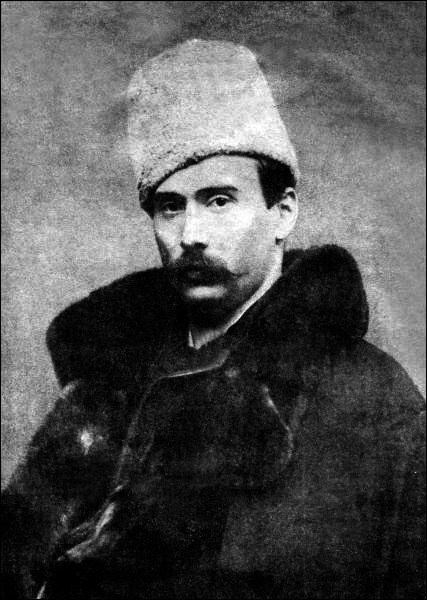
Микола Садовський.

Дивись також Категорія:Народились 18 липня
- 1511 — Бартоломео Амманаті, італійський скульптор і архітектор доби маньєризму.
- 1552 — Рудольф II, імператор Священної Римської імперії.
- 1635 — Роберт Гук, англійський природодослідник, батько фізики.
- 1659 — Гіацинт Ріґо, французький художник, найвизначніший портретист епохи Людовіка XIV.
- 1811 — Вільям Текерей, англійський письменник-сатирик, автор роману «Ярмарок марнославства».
- 1820 — Алішан Гевонд, вірменський поет, філолог, історик.
- 1821 — Поліна Віардо-Гарсіа, французька співачка, композитор та педагог.
- 1853 — Гендрік Антон Лоренц, нідерландський фізик, нобелівський лауреат.
- 1856 — Микола Садовський, український актор і режисер. Брат Івана Карпенка-Карого, Панаса Саксаганського й Марії Садовської-Барілотті.
- 1889 — Северін Бараник, новомученик УГКЦ, закатовий НКВД.
- 1918 — Василь Забашта, український живописець і педагог.
- 1918 — Нельсон Мандела, південноафриканський політик, перший чорний президент Південно-Африканської Республіки (1994—1999), національний герой країни (†2013).
- 1922 — Томас Кун, американський теоретик науки.
- 1936 — Юрій Іллєнко, український кінооператор, кінорежисер («Білий птах з чорною ознакою», «Молитва за гетьмана Мазепу»).
- 1937 — Роалд Гоффман (Руал Сафран), американський хімік, поет, і філософ єврейського походження, лауреат Нобелівської премії 1981 року, уродженець Золочева (Україна).
- 1938 — Станіслав Жуковський, український поет, перекладач.
- 1938 — Пол Верговен, нідерландський і американський кінорежисер.
- 1942 — Георгій Скудар, український промисловець і політик, доктор економічних наук.
- 1949 — Юрій Ключковський, український політик.
- 1960 — Роман Забзалюк, український політик.
- 1967 — Він Дізель, американський актор, сценарист, кінорежисер і продюсер.
- 1973 — Олексій Кошель, український політолог, журналіст, історик, поет, краєзнавець.
- 1975 — Дарон Малакян, американський музикант вірменського походження, гітарист альтернативної метал-групи «System of a Down».
- 1976 — Ельза Патакі, іспанська актриса.
- 1980 — Крістен Белл, американська теле- і кіноактриса.
- 1995 — Юлія Микитенко, офіцер Збройних сил України, учасниця російсько-української війни, кавалерка ордену «За мужність» III ступеню.

## Померли
Дивись також Категорія:Померли 18 липня
- 1057 — Віктор II, папа Римський 1055—1057.
- 1610 — Мікеланджело да Караваджо, італійський живописець періоду раннього бароко, засновник європейського реалістичного живопису XVII століття.
- 1613 — Іпатій Потій, український письменник-полеміст, греко-католицький Митрополит Київський, Галицький і всієї Руси.
- 1650 — Христоф Шейнер, німецький астроном, єзуїт.
- 1721 — Антуан Ватто, французький художник, представник рококо.
- 1817 — Джейн Остін, англійська письменниця.
- 1868 — Емануель Лойце, німецький і американський художник.
- 1916 — Сидір Мидловський, український актор, театральний діяч і письменник.
- 1939 — Вітольд Малішевський, український композитор, педагог, засновник та ректор Одеської консерваторії.
- 1944 — Ольга Мацьків, українська свята мучениця греко-католицької церкви.
- 1980 — Микола Панасьєв, український актор.
- 1986 — Сер Стенлі Форд Роуз, англійський футбольний функціонер та арбітр, шостий президент ФІФА.
- 1988 — Ніко, вокалістка, композитор, автор текстів, акторка німецького походження.